# Pfarrkirche Schiltern

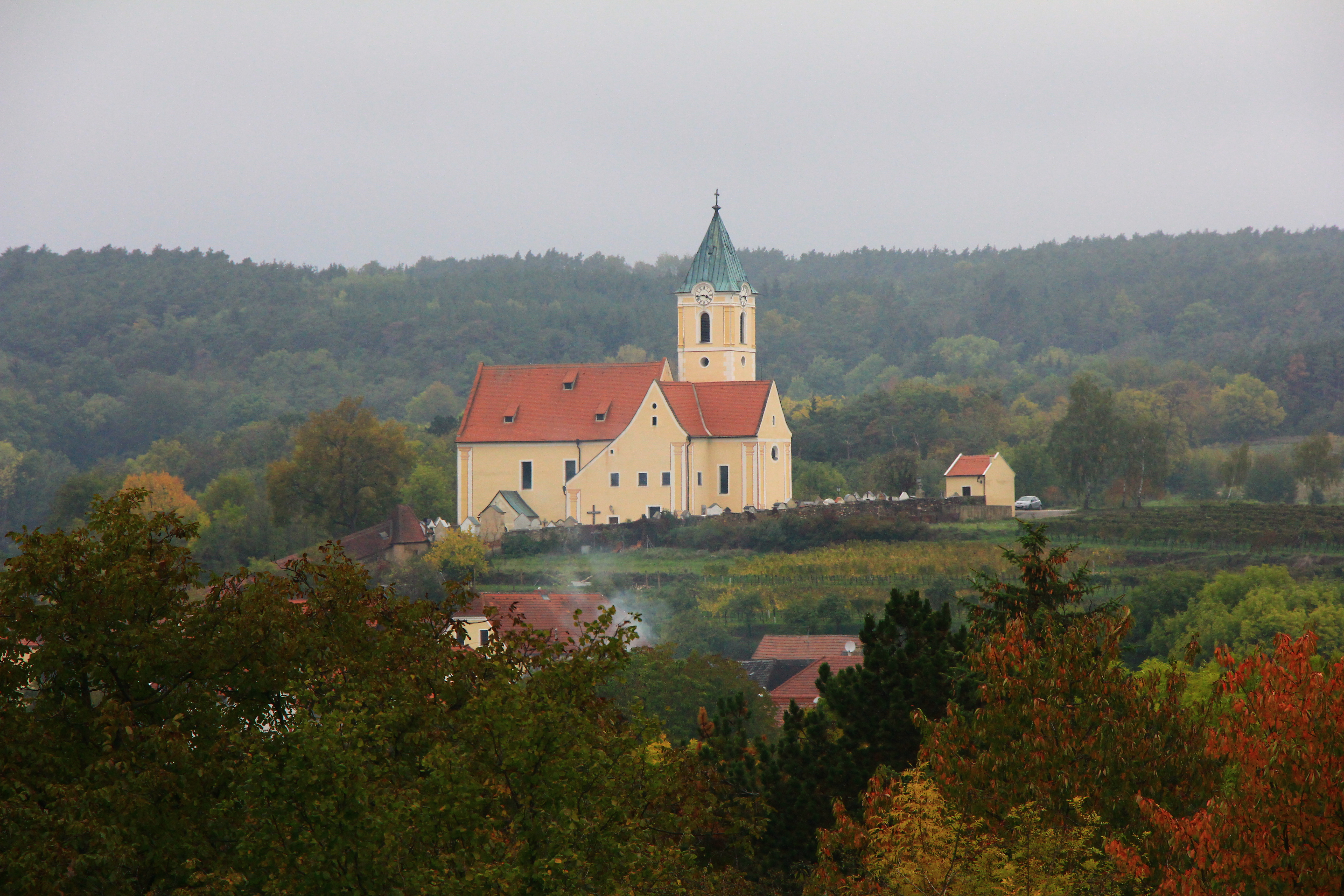
Katholische Pfarrkirche hl. Pankraz in Schiltern

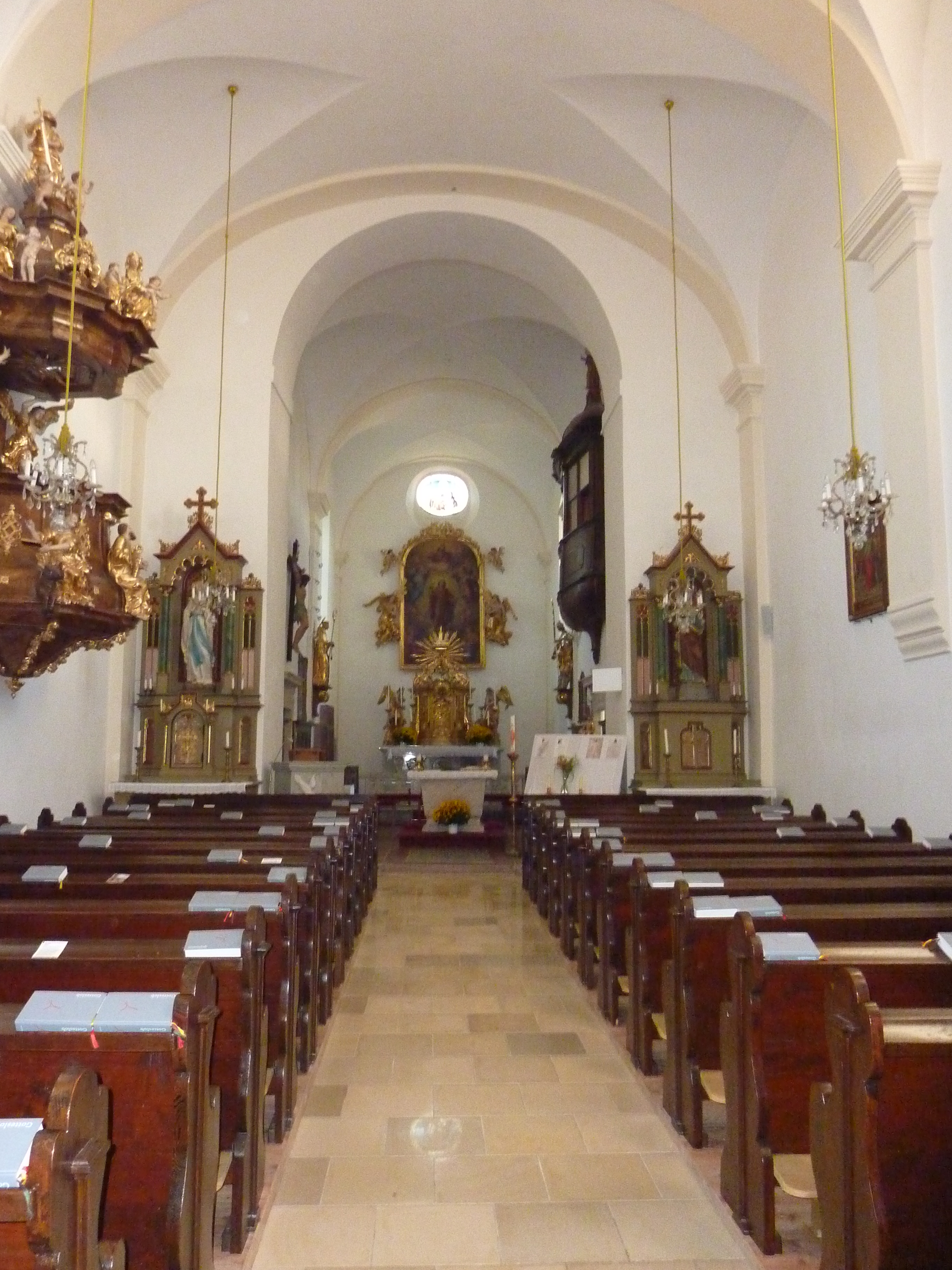
Langhaus, Blick zum Chor

Die römisch-katholische Pfarrkirche Schiltern steht nördlich hoch über der Ortschaft Schiltern der Stadtgemeinde Langenlois im Bezirk Krems-Land in Niederösterreich. Die dem Patrozinium des Heiligen Pankratius unterstellte Pfarrkirche gehört zum Dekanat Krems in der Diözese St. Pölten. Die Kirche und der Friedhof stehen unter Denkmalschutz (Listeneintrag).

## Geschichte
Die Pfarre ist wohl eine herrschaftliche Gründung in der ersten Hälfte des 13. Jahrhunderts, urkundlich wurde 1260 und 1286 eine Pfarre genannt.
Ab 1619 war die Kirche baufällig, 1681 erfolgte ein Umbau und eine Erweiterung der Kirche unter dem Patronat Karl von Hackelberg durch den Baumeister Martin Ladner. 1908 war eine Renovierung.

## Architektur
Der frühbarocke Kirchenbau aus 1681 als Saalkirche mit einem eingezogenen Flachchor hat einen Nordturm. Ein holzgedeckter gemauerter Aufgang führt vom Ort zur Kirche, der Zugang zum Kirchhof ist von Pfeilern mit einer Urnenbekrönung aus dem 18. Jahrhundert flankiert.
Das Kirchenäußere zeigt ein Langhaus und einen eingezogenen Chor mit Rechteckfenstern, in der nördlichen Chorecke steht der zweigeschoßige Turm mit Uhrengiebeln, er trägt einen Pyramidenhelm aus dem 19. Jahrhundert, in der südlichen Chorecke steht ein zweigeschoßiger Sakristeianbau. Das Südportal des Langhauses hat einen Vorbau. Der gesamte Bau zeigt unter dem teils abgefallenen Putz perspektivische Ritzgliederung der Ortsteine am Turm und eine Pilastergliederung aus der Bauzeit.
Das Kircheninnere zeigt ein vierjochiges Langhaus unter Stichkappentonnen auf Gurtbögen auf abgewellten Pilastern mit Gebälkstücken. Die Orgelempore ist tonnenunterwölbt. Der Triumphbogen ist eingezogen. Der eingezogene zweijochige Chor hat ein Kreuzgratgewölbe auf Pilastern. Die Sakristei hat ein Stichkappengewölbe. Das Turmerdgeschoß beinhaltet die kreuzgratgewölbte Loretokapelle als Stiftung des Karl von Hackelberg 1676. Die Portale der Sakristei und der Loretokapelle haben einen Gebälkaufsatz und ein Friesfeld aus dem 17. Jahrhundert. Das Herrschaftsoratorium über der Sakristei hat einen hölzernen Erker, bekrönt mit einer Figur hl. Michael aus dem Ende des 18. Jahrhunderts. Die Vorhalle ist kreuzgratgewölbt.
Die Glasmalereien aus 1896 zeigen die Heiligen Antonius von Padua, Ludwig von Toulouse, Johannes Nepomuk und Franz von Assisi.

## Einrichtung
Der Hochaltar mit einem prunkvollen Tabernakel, Engelfiguren und Leuchter aus der zweiten Hälfte des 18. Jahrhunderts zeigt das Altarblatt hl. Pankraz gemalt von Josef Kastner 1909. Die Seitenaltäre sind neugotisch.
Die Orgel baute Matthäus Mauracher 1878.

## Grabdenkmäler
Außen
- In der Vorhalle ein barocker Grabstein mit Kruzifix 1757.
- In der Kirchhofmauer eingelassene teils barocke Grabsteine und Inschriftplatten aus dem 19. und 20. Jahrhundert.

Innen
- Im Chor ein Wappengrabstein zu Erasmus Leisser 1588 und ein Grabstein mit figürlicher Darstellung zu Gertraud Schadin 1499.